# Пъдарево
 Тази статия е за котелското село.  За пловдивското вижте Пъдарско.  
Пъдàрево е село в Югоизточна България, община Котел, област Сливен.

## География
Село Пъдарево се намира на около 28 km изток-североизточно от областния център град Сливен, около 26 km югоизточно от общинския център град Котел и около 27 km запад-северозападно от град Карнобат. Разположено е в северното подножие на Терзийски баир, Източна Стара планина, в западния край на Карнобатска котловина, на около километър южно от река Мочурица. Климатът е преходно-континентален; почвите в землището са преобладаващо лесивирани пясъчни и наносни. Надморската височина в центъра на селото е около 220 m, а преобладаващият наклон на терена е на северозапад към реката.
През Пъдарево минава третокласният републикански път III-7306, който на североизток води през селата Чубра и Славянци към град Сунгурларе, а на югозапад – до връзка с първокласния Републикански път I-7 и по него на юг – до пътния възел Петолъчката и първокласния Подбалкански път. Общински път от Пъдарево на запад го свързва със съседното село Мокрен и в него – с път I-7.
Землището на село Пъдарево граничи със землищата на: село Мокрен на запад и север; село Чубра на север и изток; село Грозден на изток; село Терзийско на изток; град Стралджа на юг.
В землището на Пъдарево има два микроязовира.
Населението на село Пъдарево, наброявало 1098 души при преброяването към 1934 г. и 1331 към 1956 г., намалява до 791 към 1992 г. и 532 (по Служебен документ на Националния статистически институт от 2022.12.31) към 2022 г.
При преброяването на населението към 1 февруари 2011 г., от обща численост 583 лица, за 314 лица е посочена принадлежност към „българска“ етническа група, за 259 – към „ромска“, за 5 – „не отговорили“, а за принадлежност към „турска“ и „не се самоопределят“ не са посочени данните.

## История и култура
В района на Пъдарево има останки от праисторическо селище (селищна могила) и тракийски могилен некропол. Селото се споменава в османотурски регистри от 1472 г., 1488 г. и 1628 г. под имената Курджи, Чок Татар, Коруджи.
След Руско-турската война (1877 – 1878 г.), по Берлинския договор от 1878 г. селото остава в Източна Румелия, присъединено е към България след Съединението 1885 г.
През 1934 г. дотогавашното село Куруджѝево е преименувано на Пъдарево.
Според предания, първите жители на селото са били коруджии (пазачи) на нивите и горите на турски бей, откъдето идва и наименованието му. Първите заселници на Куруджиево са турци. След Руско-турската война от 1877 – 1878 г. турците го напускат, а на тяхно място идват преселници българи, първоначално от селата Седларево и Каябаш (Скала), а после и от други места в района. Селото се разраства и придобива български облик.
Училище в селото е открито през 1879 г., помещава се в частни къщи и пръв учител е Христо Костадинов. До 1921 г. училището е начално. Впоследствие с последователно добавяне на класове – неколкократно закривани поради възникнали трудности и отново откривани, към учебната 1942/1943 г. е създадена и пълна прогимназия. Нова училищна сграда е направена през 1938 г. От учебната 1960/1961 г. училището е осмокласно.
Читалище „Пробуда“ е основано на 19 януари 1928 г. През 1966 г. е построена читалищна сграда с театрален салон с 300 места, гримьорна, салон за забави и библиотека с читалня.
Селото е известно с богатата си художествена самодейност и великолепните национални облекла. Създаденият през 1949 г. танцов ансамбъл „Вито хоро“ дълги години успешно се представя на републикански и международни (град Калоча в Унгария и град Закопане в Полша) фолклорни фестивали.
С цел да бъде запазено богатото художествено наследство от носии и тъкани на местния край, през 1975 г. е открит Етнографски музеен комплекс, състоящ се от битова къща, хамбар, пещник, стопански двор и градина с лозе, датиращи от 18 век. Музеят престава да съществува след реституцията вследствие настъпилите през 1989 г. в страната политически промени.
От 1956 г. към читалището е създаден кукерски състав – единственият запазен в община Котел. Съставът представя традициите от селото на фестивали в страната и чужбина: Полша, Украйна, Литва, Латвия и други. Всяка година след празника „Трифон Зарезан“ в Пъдарево се провеждат кукерски игри. Ритуалът се играе за здраве и плодородие.

## Религия
Населението, включително и ромското, в основната си част е християнско. Пъдарево е едно от малкото населени места в България без източноправославна църква. В селото функционира Евангелска петдесятна църква.

## Обществени институции
Село Пъдарево към 2023 г. е център на кметство Пъдарево.
В село Пъдарево към 2023 г. има:
- действащо читалище „Пробуда – 1928 г.“;[18][19]
- действащо общинско основно училище „Георги Стойков Раковски“;[20]
- Целодневна детска градина „Вела Пеева“;[21]
- пощенска станция.[22]

## Лозарство
Още от най-ранни времена лозарството е познато в този регион, но населението тогава се препитава предимно с отглеждане на животни. Първите лозя са в местността Дабаалар. В годините след Първата световна война започва изкореняване на над 200 дка гори в местностите Корията и Бичка и на тяхно място се засаждат лозя. Най-често срещани сортове са „Червен мискет“, „Памид“, „Виненка“. Постепенно животновъдството и зърнените култури биват изместени от лозарството, което се налага като основен поминък на населението. С оглед на голямото производство на грозде и с финансово участие на местните жители през 1928 г. край Пъдарево е построен модерен винарски цех с капацитет 6 000 000 литра. Към 1935 г. селото заема първо място в Сунгурларската долина по брой нови лозя, средно по 20 – 30 дка на домакинство. Тук се произвежда „Пъдаревски мискет“, наложил се по-късно в цяла България като „Сунгурларски червен мискет“.
През последните десетилетия на XX век лозарството в Пъдарево преживява сериозна криза. Въпреки неблагополучията то успява да оцелее и в последните години се наблюдава възраждане на този традиционен поминък. След реституцията на земята започва възстановяване на старите лозови масиви, засаждат се нови лозя с традиционни сортове грозде. Тече реконструкция на местния „Винпром“, като има планове за развитие на винен туризъм. Избата ще се преустрои и модернизира в шато по френски образец, където гостите ще гледат как се прави виното и ще го пробват в ресторанта.
Възстановена е и една добра традиция: отбелязването на Деня на лозаря, което се превръща в празник за местното население.

## Редовни събития
- Ден на лозаря „Трифон Зарезан“ – 14 февруари
- Кукерски игри – последната седмица на мес. февруари

## Личности
- Стоян Андреев (1934 – 2017), български професор и генерал
- Димитър Димитров (р. 1952), историк, възпитаник на ВТУ „Св. св. Кирил и Методий“, дългогодишен директор на V СОУ „П.К.Яворов“, гр. Сливен